# Pedro I del Congo

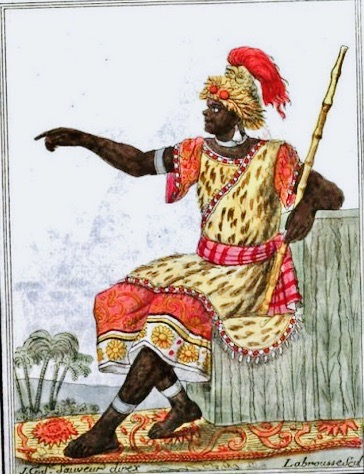
Pintura de Pedro I del Congo

Pedro I, también llamado Nkanga a Mvemba fue el rey (o manicongo) del Reino del Congo desde 1543 hasta ser depuesto en 1545.

## Antecedentes y reinado
Pedro I era el hijo del rey Afonso I y se convirtió en su sucesor inmediato en 1543. Formaba parte de un linaje tradicional o kanda, una facción de la corte, conocido como Kibala (en portugués, Quibala) que tenía sus raíces en la Kilukeni kanda (Casa de Kilukeni). Gobernó brevemente antes de ser derrocado por su sobrino, el nieto de Alfonso I, y el monarca que le sucedería, Diogo I. El registro de los acontecimientos antes y después de su destronamiento se conserva gracias a la investigación llevada a cabo después del intento fallido de Pedro de recuperar el poder.

## Asilo y conspiración
Tras ser derrocado, Pedro escapó consiguiendo asilo en una de las iglesias creadas por misioneros portugueses en M'Banza Kongo. El rey Diogo I se mostró reacio a intentar apresarle, lo que permitió a Pedro desarrollar un plan contra el recién instaurado rey desde el interior de la iglesia. Los detalles de su plan son bien conocidos debido a que Diogo I puso en marcha una investigación sobre ellos en 1550. Una copia de la investigación llevada a cabo se ha conservado en los archivos portugueses y fue publicada en 1877 por Paiva Manso.
La investigación mostró que Pedro tenía muchos amigos en el reino, sin embargo muchos de los altos funcionarios se mostraron renuentes a ofrecer cualquier ayuda, por el temor a que Diogo I actuara contra ellos. Su aliado más importante, Rodrigo de Santa María, que era su primo, huyó a la isla de Santo Tomé, donde se cree que tenía propiedades, tratando desde allí de obtener ayuda de Portugal e incluso de la Santa Sede. La intercepción de una carta que Pedro envió a su primo para que solicitara asistencia a estos países fue lo que llevó a Diogo I a iniciar la investigación judicial, de la que envió una copia a Portugal, solicitando que el huido Rodrigo de Santa María fuese extraditado.